# Cuccaro Vetere
Cuccaro Vetere é uma comuna italiana da região da Campania, província de Salerno, com cerca de 622 habitantes. Estende-se por uma área de 17 km², tendo uma densidade populacional de 37 hab/km². Faz fronteira com Ceraso, Futani, Novi Velia.

## Demografia
| Variação demográfica do município entre 1861 e 2011                               |
|                                                                                   |
| Fonte: Istituto Nazionale di Statistica (ISTAT) - Elaboração gráfica da Wikipedia |